# Processo civile (ordinamento italiano)
Il processo civile in Italia è la disciplina del processo civile adottata nella Repubblica Italiana.
Una prima disciplina, dopo la proclamazione del Regno d'Italia, venne adottata la codificazione sabauda del 1859, sostituita in seguito nel 1865 da un nuovo codice civile e di civile italiano; rimasero in vigore fino alla nuova codificazione avvenuta nel 1942.

## Caratteristiche

### I soggetti
I soggetti principali sono tre:
- l'attore, (il soggetto che avvia il processo e deve esporre le sue ragioni),
- il convenuto (il soggetto che ha arrecato un torto ai danni dell'attore),
- il giudice civile (una parte terza che dopo aver sentito le ragioni dell'attore e le obiezioni del convenuto emette la sentenza).

A questi si può affiancare uno o più soggetti non direttamente coinvolti nell'azione legale ma che possono costituirsi a tutela di un diritto eventualmente interessato, come ad esempio le "parti civili".

### Gli organi giudicanti
La giurisdizione civile è generalmente esercitata da un tribunale ordinario; per particolari materie la competenza è del giudice onorario di pace.

### L'oggetto
L'oggetto del processo corrisponde ad una definizione invalsa nella dottrina e nella pratica processuale, la quale non rinviene un preciso riferimento nel testo del codice di procedura civile.
Secondo un'accezione generale, si può definire come oggetto del processo (o oggetto della decisione) il contenuto delle domande che le parti (attore, convenuto, terzi intervenuti o terzi chiamati nel processo o, in alcuni casi, lo stesso pubblico ministero) rivolgono al giudice e sulle quali viene richiesta una esplicita pronuncia con sentenza idonea a passare in giudicato (id est idonea a divenire incontrovertibile una volta esperiti tutti i mezzi di impugnazione concessi dall'ordinamento o una volta spirati i relativi termini di legge).
Il concetto assume, dunque, una connotazione precisa, differente da quella affine, ma più generale, di "materiale di causa" (o oggetto di cognizione), la quale invece ricomprende anche tutte le circostanze di fatto delle quali il giudice deve conoscere nel corso del processo per giungere alla decisione sulle domande, senza peraltro essere chiamato ad una pronuncia vera e propria idonea al giudicato (la quale è, come detto, limitata al solo oggetto del processo).
Attesa la stretta correlazione con le domande proposte dalle parti, l'oggetto del processo può essere analizzato attraverso i cd. elementi di identificazione dell'azione ossia gli elementi che consentono di individuare con precisione quale diritto venga fatto valere in giudizio attraverso la proposizione della domanda e i connessi limiti della pronuncia giudiziale.

## Gli elementi fondamentali
Secondo l'impostazione tradizionale, gli elementi di identificazione della azione sono costituiti da:
- La domanda giudiziale con la quale si propone l'azione legale;
- Le parti: ossia la parte che propone e quella verso la quale viene proposta la domanda;
- Il petitum: oggetto delle richieste dell'attore;
- La causa petendi: i fatti a monte della causa legale.

### La domanda giudiziale
La fase introduttiva del processo civile è la domanda giudiziale che è la richiesta con la quale un soggetto sollecita la tutela giurisdizionale; essa contiene l'atto di citazione rivolto a due destinatari, per questo detto "doppiamente ricettizio":
- Il soggetto nei cui confronti è mossa la domanda (il convenuto) con funzione di vocatio in ius (chiamata in giudizio);
- Il soggetto al quale l'attore vuole rivolgere domanda (il giudice) per rivolgere al giudice domanda di tutela giurisdizionale.

Talvolta l'atto introduttivo del giudizio, può assumere la forma del ricorso che non è contemplato dalla disciplina del processo di cognizione. La forma del ricorso è però prevista anche nel giudizio ordinario per la proposizione della domanda introduttiva nel ricorso in cassazione.
L'articolo 163 c.p.c. al suo 3° comma individua i tre soggetti fondamentali del processo elencando gli elementi nei quali si articola l'atto di citazione:
- Punto 1. Indicazione del tribunale, per individuare il giudice.
- Punto 2. Nome di attore e convenuto (più chi li rappresentano), per individuare le parti.
- Punto 3. Determinazione della 'cosa' oggetto del processo. Quindi: il petitum mediato (tenendo comunque in considerazione il petitum immediato e la causa petendi. Punto ritenuto troppo sintetico.
- Punto 4. Esposizione del fatto e degli elementi di diritto. Quindi: la causa petendi con una riconducibilità dei fatti ad una o più norme. Come requisito estremamente generico non è necessario che la descrizione sia specifica. Se il processo fosse specifico fin dall'inizio sarebbe inutile andare avanti. L'attore può iniziare il processo genericamente: quando il legislatore vuole precisione lo indica. La domanda è nulla se il punto manca in toto. Se i fatti sono mal definiti è molto grave ma non rilevante per il codice. Nella cultura italiana la controparte non è il giudice ma l'avversario: è una lotta quindi non si può dare troppo materiale nelle mani dell'altra parte. Ai sensi dell'articolo 164 cpc non è però fondamentale l'elencazione degli elementi di diritto visto il principio iura novit curia.
- Punto 5. Indicazione dei mezzi di prova dei quali l'attore intende avvalersi. In questo caso la preclusione è stata differita fino all'udienza di trattazione.
- Punto 6. Nome del procuratore. Ai sensi dell'articolo 125 cpc l'atto di citazione deve essere sottoscritto anche dal difensore munito di procura, non è però necessario che la procura sussista già a questo punto del procedimento, l'importante è che sia presente nel momento in cui la parte si costituisce a pena di nullità.
- Punto 7. Giorno dell'udienza. Invito al convenuto di costituirsi entro 20 giorni prima dell'udienza e a comparire il giorno dell'udienza stessa con l'avvertimento che la costituzione oltre i 20 giorni implica le decadenze di cui agli articoli 167 e 38 c.p.c. Il giorno della prima udienza è fissato dall'attore. Le successive dal giudice istruttore.

### Ilpetitume lacausa petendi
Il petitum può essere "immediato": ossia il concreto provvedimento che la parte proponente domanda al giudice (ad es. una sentenza di condanna, un provvedimento di semplice accertamento, una pronuncia di carattere costitutivo), ovvero "mediato" indicanteil bene della vita che la parte proponente la domanda si prefigge di ottenere attraverso il provvedimento giudiziale (ad es. il soddisfacimento del proprio diritto di credito).
La causa petendi indica i fatti costitutivi del diritto sostanziale che la parte intende in concreto far valere in giudizio (ad es. il diritto di proprietà su un bene immobile può sorgere per il fatto costitutivo dell'usucapione; sul punto, e secondo una teorica più risalente, la causa petendi può essere ravvisata direttamente nello stesso diritto sostanziale in relazione al quale viene invocata la tutela giurisdizionale).

## Lo svolgimento
Il processo civile è il processo attraverso il quale un giudice viene solitamente investito del compito di risolvere una controversia insorta tra due o più soggetti privati o tra questi e un ente pubblico in relazione a un rapporto privatistico (in genere rapporti patrimoniali, fermo restando che oggetto del processo civile possono essere diverse situazioni o status che hanno anche rilevanza pubblicistica, basti pensare al processo volto a ottenere la pronuncia di separazione o di divorzio).
Quanto alle forme per la relativa instaurazione, il processo civile è retto dall'impulso di parte (disciplinato dall'art. 99 c.p.c.): è necessaria perché il giudice sia investito del compito di decidere la proposizione di una apposita domanda, la quale di norma proviene da un soggetto privato definito "attore" (anche se non è escluso che la stessa possa essere promossa da un organo pubblico, ossia il Pubblico ministero, quando vengano in rilievo rapporti aventi carattere pubblicistico, ad es. in materia di affidamento ed educazione di un soggetto ancora minore di età).
La domanda giudiziale viene rivolta nei confronti di un soggetto che viene definito "convenuto" e, a seconda del rito e del tipo di processo, può assumere la forma della citazione (ossia l'invito rivolto direttamente alla parte, alla quale appunto deve essere notificata, a comparire davanti al giudice) oppure del ricorso (ossia la richiesta rivolta direttamente al giudice di pronunciare un provvedimento, ad es. fissazione dell'udienza, ordine di pagamento etc., il quale verrà successivamente comunicato, sempre nelle forme della notificazione alla controparte).
Le modalità  e i termini di costituzione del convenuto variano a seconda del tipo di processo: è però essenziale ricordare che perché un processo civile possa definirsi tale è sempre necessaria la instaurazione del contraddittorio, ossia si deve consentire e garantire alla parte nei confronti della quale è rivolta una domanda la possibilità di difendersi (si tratta del resto di una garanzia discendente dalla stessa Carta costituzionale, specificatamente prevista all'art. 24, 2° comma, cost. e all'art. 111, 2° comma, cost.). Al fine di decidere in merito ai diritti dedotti con la domanda, il giudice deve conoscere dei fatti posti a relativo fondamento: tale fase del processo destinata alla acquisizione delle prove si definisce comunemente "istruttoria" e varia a seconda del rito applicabile. L'atto con il quale, al termine della istruttoria, l'organo giudicante (Giudice di pace, Tribunale, Corte d'appello, Corte di cassazione) risolve la controversia decidendo sui diritti dedotti in causa, sulle prove acquisite al giudizio e sulle norme giuridiche applicabili, ha solitamente la forma della sentenza.

## Tipi di processo
Il processo civile può essere di vari tipi: cognizione, esecuzione e cautelare.
Il processo di cognizione è quello principale e si suddivide a sua volta in processo di cognizione di mero accertamento, di condanna e costitutiva.
Esistono inoltre vari riti accanto a quello ordinario, impregnati di particolarità strutturali o di caratteristiche proprie di vari procedimenti diversi: processo del lavoro, processo minorile, processo delle acque, procedimento d'ingiunzione, rito societario e i procedimenti in materia di stato personale (come ad esempio divorzio, separazione, interdizione).

## Il processo civile telematico
Tale tipo di processo è stato introdotto dal D.P.R. 13 febbraio 2001, n. 123, il successivo decreto legge 8 marzo 2020, n. 11 all’art. 2, lettera f), ha introdotto la possibilità di svolgere le udienze civili, alla sola presenza dei difensori e delle parti, con collegamenti da remoto in videoconferenza.
L’art. 2 lett. F del sopracitato decreto stabilisce in particolare: “la previsione dello svolgimento delle udienze civili che non richiedono la presenza di soggetti diversi dai difensori e dalle parti mediante collegamenti da remoto individuati e regolati con provvedimento del Direttore generale dei sistemi informativi e automatizzati del Ministero della giustizia”. Inoltre: “Lo svolgimento dell’udienza deve in ogni caso avvenire con modalita’ idonee a salvaguardare il contraddittorio e l’effettiva partecipazione delle parti. Prima dell’udienza il giudice fa comunicare ai procuratori delle parti ed al pubblico ministero, se è prevista la sua partecipazione, giorno, ora e modalità di collegamento. All’udienza il giudice da’ atto a verbale delle modalità con cui si accerta dell’identita’ dei soggetti partecipanti e, ove trattasi di parti, della loro libera volontà. Di tutte le ulteriori operazioni è dato atto nel processo verbale”.
Il successivo provvedimento della "Direzione Generale Sistemi Informativi Automatizzati" del 10/03/2020 ne ha curato l’attuazione, rendendo concretamente possibile lo svolgimento delle udienze civili, mediante collegamenti da remoto organizzati dal giudice. L’art. 2 del provvedimento stabilisce in particolare, per lo svolgimento delle udienze civili, che:
“Nell’ipotesi prevista dall’art. 2, comma secondo, lett. f), del Decreto legge 8 marzo 2020, n. 11, le udienze civili possono svolgersi mediante collegamenti da remoto organizzati dal giudice utilizzando i seguenti programmi a disposizione dell’Amministrazione e di cui alle note già trasmesse agli Uffici Giudiziari (prot. DGSIA nn. 7359.U del 27 febbraio 2020 e 8661.U del 9 marzo 2020): Skype for Business; Teams. I collegamenti effettuati con i due programmi su dispositivi dell’ufficio o personali utilizzano infrastrutture di quest’amministrazione o aree di data center riservate in via esclusiva al Ministero della Giustizia.”